# 미켈린 팔로일리야트
미켈린 팔로일리야트(핀란드어: Mikkelin Palloilijat)는 미켈리를 연고로 하는 핀란드의 축구 클럽이다. 현재는 핀란드의 2부 축구 리그인 위코넨에 참가하고 있다. 축구 외에 배구, 밴디, 아이스하키 클럽도 운영하고 있다.

## 선수 명단

### 현역
참고: FIFA 자격 규정에 따라 소속된 국가대표팀 국기를 표시합니다. 선수는 복수의 FIFA 비회원국 국적을 가지고 있을 수 있습니다.
| 번호 | 포지션 | 국적 | 이름 |
| ---- | ------ | ---- | ---- |

| 번호 | 포지션 | 국적 | 이름 |
| ---- | ------ | ---- | ---- |

### 역대
틀:위쾨넨